# Museo della moda di Kōbe
Il museo della moda di Kōbe (in giapponese 神戸ファッション美術館) è  il primo museo pubblico del Giappone specializzato nella moda. È ubicato sull'isola Rokkō a Kōbe.
Inaugurato nel 1997, il sito museale ha una superficie totale di circa 18.300m² ed è  progettato da Showa Sekkei design
Oltre a presentare i modelli dei principali sarti, lo spazio espositivo è  progettato per introdurre l'abbigliamento da diversi punti di vista storici come i costumi stravaganti dei personaggi del teatro Kabuki, la riproduzione a grandezza naturale di L'incoronazione di Napoleone o l'abbigliamento etnico indossati dai popoli indigeni di tutto il mondo. Il terzo piano conserva una biblioteca di 28.000 libri legati alla moda e anche campioni di tessuti di alta qualità.